# Trần Văn Ân
Trần Văn Ân (1922–2012), bí danh Trần Tình là một Thiếu tướng Quân đội nhân dân Việt Nam, nguyên Phó Tư lệnh Quân khu 4.

## Hoạt động cách mạng
Trần Văn Ân sinh ngày 1 tháng 1 năm 1922 ở tổng Cao Xá, phủ Diễn Châu, nay là xã Diễn Thịnh, huyện Diễn Châu, tỉnh Nghệ An, là con trai cả của ông Trần Văn Ái và bà Nguyễn Thị Chới. Năm 12 tuổi, ông được đến trường học chữ. Năm 1936 khi 15 tuổi, ông được thầy Trần Ty (Hội viên Hội Việt Nam Cách mạng Thanh niên) giác ngộ theo con đường cách mạng, tham gia Hội Thanh niên Phản đế thôn Tiền Song (Cao Xá).
Tháng 9 năm 1938, ông được kết nạp vào Đảng Cộng sản Đông Dương chi bộ Tiền Song. Năm 1939, ông tham gia gây dựng các cơ sở Thanh niên, Nông dân, Phụ nữ, Học sinh ở các thôn Trung Song và Đức Hậu.
Năm 1942, chi bộ Tiền Song bị lộ, ông bị thực dân Pháp bắt vào nhà lao Phủ Diễn, sau một tuần thì chuyển đến nhà lao Vinh để hỏi cung. Trong suốt ba tháng tra tấn, ông không hề tiết lộ thông tin nào, nhưng do Cao Hồng Quỳnh phản bội nên ông bị kết án 4 năm tù tại nhà lao Vinh. Trong tù, ông vẫn học tập và đấu tranh, tổ chức "Ban vận động đấu tranh trong tù", buộc đối phương phải nhượng bộ, cải thiện đời sống cho tù nhân.
Tháng 3 năm 1945, sau sự kiện Nhật đảo chính Pháp, chính quyền thuộc địa mới quyết định thả một bộ phận tù chính trị. Ra tù, ông về Diễn Châu thành lập Thôn bộ Việt Minh ở hai thôn Thịnh Mỹ, Tiền Song, tham gia lãnh đạo khởi nghĩa giành chính quyền.
Sau Cách mạng Tháng Tám, ông lần lượt đảm nhiệm Phó Chủ tịch Ủy ban Nhân dân cách mạng lâm thời xã Cao Xá (tháng 8, 1945), Phó Chủ tịch Ủy ban hành chính xã Chí Minh (tháng 1, 1946). Năm 1948, ông được bầu làm Bí thư Đảng ủy xã Diễn Thành, Huyện ủy viên Huyện ủy Diễn Châu.

## Binh nghiệp
Năm 1950, ông tham gia quân đội, là Bí thư Chi bộ Đại đội 3 (Đại đội đào tạo cán bộ chính trị), tham gia Hiệu ủy Trường Quân chính Liên khu 4. Không lâu sau, ông được điều động làm cán bộ Trường Quân chính Bình Trị Thiên. Đầu năm 1951, ông là trợ lý Ban Tổ chức, Phòng Chính trị Bộ Tư lệnh Liên khu 4, đến năm 1953 là Phó Ban Tổ chức. Cuối thập niên 1950, ông thay Nguyễn Hữu Anh làm Chính ủy Trung đoàn 270, sau 1 năm thì trở về Quân khu làm Trưởng phòng Tổ chức Cục Chính trị Quân khu 4.
Đầu năm 1965, ông được điều động làm Chính ủy Trung đoàn 29, tham gia Chiến dịch 228 chiếm lĩnh hành lang chiến lược trên đất Lào. Năm 1966, ông được bổ nhiệm làm Phó Chính ủy Sư đoàn 325C, tham chiến ở Mặt trận Đường 9 – Bắc Quảng Trị vào mùa khô 1966–1967 và giành được những kết quả khả quan. Trung đoàn do ông trực tiếp chỉ huy được tặng thưởng Huân chương Chiến công giải phóng hạng Nhất.
Cuối năm 1967, Bộ Chính trị quyết định mở cuộc tiến công đồng loạt kết hợp nổi dậy trên toàn miền Nam. Mặt trận Quảng Trị mở chiến dịch tấn công vào cứ điểm Khe Sanh, kéo lực lượng chủ lực quân địch ra hướng tây Quảng Trị, tạo điều kiện thuận lợi cho nông thôn, đồng bằng, thành phố tiến hành tổng tiến công, tổng khởi nghĩa. Tháng 1 năm 1968, Sư đoàn 325C tham gia Chiến dịch Khe Sanh, ông tham gia xây dựng kế hoạch tác chiến đánh hạ cứ điểm Làng Vây. Tháng 5, ông cùng Sư đoàn 325C được điều đến Mặt trận Tây Nguyên, đến cuối năm thì trở lại Trị Thiên.
Năm 1970, ông được bổ nhiệm làm Chủ nhiệm chính trị Quân khu Trị Thiên. Năm 1972, ông là Phó Chính ủy Quân khu Trị Thiên. Năm 1976, ông là Phó Chính ủy Bộ Tư lệnh Quân khu 4. Năm 1979, ông là Chính ủy Bộ Chỉ huy quân sự tỉnh Bình Trị Thiên, được bầu vào Ban Thường vụ Tỉnh ủy Bình Trị Thiên. Năm 1981, ông được thăng quân hàm Thiếu tướng, giữ chức vụ Phó Tư lệnh Quân khu 4.
Năm 1990, ông rút về ban chỉ đạo biên soạn lịch sử Quân khu 4. Tháng 8 năm 1991, ông nghỉ hưu. Những năm cuối đời, ông cư trú tại phường Trường Thi, thành phố Vinh (Nghệ An). Ông qua đời ngày 12 tháng 6 năm 2012 tại Viện Quân y Quân khu 4.

## Tặng thưởng
- Huân chương Độc lập hạng Nhất
- Huân chương Quân công hạng Nhất, hạng Ba
- Huân chương Kháng chiến chống Mỹ cứu nước hạng Nhất
- Huân chương Chiến công hạng Ba
- Huân chương Chiến sĩ giải phóng hạng Nhất, Nhì, Ba
- Huân chương Chiến sĩ vẻ vang hạng Nhất, Nhì, Ba
- Huy chương Chiến thắng hạng Nhì
- Huy chương Quân kỳ quyết thắng
- Huy hiệu 70 năm tuổi Đảng

## Lịch sử thụ phong quân hàm
| Năm thụ phong | 1968      | 1973   | 1981        |
| ------------- | --------- | ------ | ----------- |
| Cấp bậc       | Thượng tá | Đại tá | Thiếu tướng |